# Струве, Георгий Александрович
Георгий Александрович Стру́ве (1932—2004) — композитор, хормейстер, дирижёр, педагог и просветитель, общественный деятель. Народный артист РСФСР (1991), основатель студийного движения в стране, создатель уникальной системы массового обучения музыке и хоровому пению, был Президентом Федерации детских и молодёжных хоров России.

## Биография
Сын поэта, писателя Александра Филипповича Струве (1875 — ок. 1939), внук военного инженера-строителя Филиппа Егоровича Струве (1845 — 1899).
В 1950 году окончил школу армейских музыкантских воспитанников в Уфе (ныне гимназия-интернат имени Г. Альмухаметова).
В 1952 году начал работу учителем пения в пос. Никольское Балашихинского района Московской области.
В 1953 году стал руководить школьным хором школы-семилетки пос. Вишняки Балашихинского района Московской области.
В 1958 году закончил дирижёрско-хоровое отделение музыкального училища при Московской государственной консерватории имени П. И. Чайковского.
В 1959 году на базе хора школы-семилетки пос. Вишняки создал первую в Советском Союзе детскую хоровую студию «Пионерия».
В 1964 году завершил учёбу в Московской государственной консерватории имени П. И. Чайковского на теоретико-композиторском факультете по классу профессора М. М. Багрянского (дирижирование).
В 1967 году там же окончил класс композиции на правах аспирантуры у профессора Д. Б. Кабалевского.
С 1962 по 1987 год являлся художественным руководителем и главным дирижёром Московской областной хоровой капеллы «Народный учитель», вёл постоянно действующий семинар учителей музыки Московской области.
С 1973 по 1983 год возглавлял правление хорового общества Московской области, был заместителем председателя Всероссийского хорового общества по делам детей и молодёжи, председателем комиссии по творчеству для детей и юношества Советского общества Дружбы с зарубежными странами, позднее был заместителем председателя Всероссийского музыкального общества по работе с детьми и молодёжью.
С 1975 года руководил постоянно действующим клубом «Камертон» при Союзе композиторов России и Всероссийском музыкальном обществе по проблемам музыкального воспитания и образования детей в стране и за рубежом,
Струве — выдающийся педагог, более полувека проработавший с детьми и воспитавший за эти годы более 10 тысяч учеников. Более 400 его учеников стали профессиональными музыкантами, многие из них стали заслуженными артистами, заслуженными работниками образования, культуры, лауреатами международных, всесоюзных и всероссийских конкурсов. Многие из них продолжают дело Струве и работают с детьми.
Струве был учеником и верным продолжателем дела Д. Кабалевского по всеобщему музыкальному воспитанию детей и молодёжи. Он создал уникальную систему музыкального воспитания. Его методика хорового сольфеджио стала настольным пособием для педагогов, работающих в области музыкального воспитания, принята и утверждена Министерством образования для 1-4 классов.
Струве написал более 200 произведений, большей частью для детей и юношества. Его песни пели и продолжают петь дети России и других стран, многие из них («Моя Россия», «Школьный корабль», десятки других) стали уже классикой и входят в программы детских садов, общеобразовательных и музыкальных школ в России и за рубежом.
Со своим хоровым коллективом «Пионерия» им записано около 30 пластинок общим тиражом несколько сот тысяч экземпляров, сделано более 300 записей на ВР, десятки передач по ЦТ, написана музыка к нескольким художественным фильмам и многим телепередачам.
О нём и о его авторской методике сняты научно-популярные фильмы и телепередачи («Улитка в лабиринте», Леннаучфильм, 1978 г.; «Здравствуй, школа», «Музыка для тебя», ряд передач из цикла «Очевидное — невероятное» и др.)
В 2010 году снят документальный фильм «Воспитание песней»(«Студия 19»).
Его хоровой коллектив «Пионерия» объехал с концертами более 100 городов Советского Союза, представлял страну в Бельгии, Болгарии, Венгрии, Италии, Германии, Голландии, Франции, Финляндии и других странах, а также выступал с лучшими государственными оркестрами страны.
Струве был главным хормейстером на многих фестивалях и крупнейших музыкальных форумах страны: Всесоюзного фестиваля детского творчества («Орлёнок», 1967), Всероссийского слёта детских хоровых студий («Орлёнок», 1969), Дней молодёжного музыкального искусства СССР в Польше (1969), Сводного детского хора на Большом хоровом Соборе у Храма Христа Спасителя в Москве (1997 и 1999), сводного хора России на Фестивале, посвящённом 200-летию А. С. Пушкина (Псков, 1999), Большого хорового Собора в Краснодаре (2002), певческих полей в Московской области (Балашиха, Дубна, Железнодорожный, Красногорск) и многих других.
Им написаны книги по проблеме музыкального воспитания детей и молодёжи, методические и репертуарные сборники, изданные общим тиражом более 1,5 млн экземпляров: «Музыка для всех» (1979), «Школьный хор» (1981), «Музыка для тебя» (1980), «Хоровое сольфеджио» и др.
Участвовал в разработке музыкальных попевок Кубиков Н. Зайцева, благодаря чему гласные были поставлены не в порядке алфавита, а в порядке удобства для артикуляционного аппарата человека: «у-о-а-э-ы».
Струве возглавлял и входил в состав жюри десятков крупнейших национальных и зарубежных конкурсов в Австрии, Германии, Италии, Украине и др. Он провёл более тысячи семинаров, мастер-классов и авторских концертов в сотнях городов и районов России и других странах (Австрия, Вьетнам, Германия, Индия, Италия, Франция, Южная Корея, Япония и др.).
Похоронен на Никольском кладбище в Балашихе.

## Память
Именем Струве названы:
- ежегодный Международный детский хоровой конкурс-фестиваль «Артековские зори» («Артек», Гурзуф, Крым)
- созданная им детская хоровая студия «Пионерия» (Северное Кучино, Железнодорожный)
- ежегодный Московский областной детский фестиваль-конкурс «Юные таланты Московии» (Железнодорожный)
- улица в микрорайоне Центр-2 (Железнодорожный)
- Детская музыкально-хоровая школа (город Железногорск Курская область)

## Семья
Дочь Георгия Струве — Мария Струве, пошла по стопам отца и в сентябре 1988 года основала собственный хор, известный впоследствии как «Детская хоровая Капелла Марии Струве». Будучи победителем регионального конкурса «Учитель года 2000» в номинации «Вдохновение и артистизм» и лауреатом множества международных наград, Мария активно поддерживала отца, давала совместные концерты с его хором. Продолжая дело отца по популяризации хорового пения в стране, Мария Струве является почетным работником общего образования Российской Федерации, Президентом Гильдии Дирижёров-хоровиков России, президентом некоммерческой организации дополнительного образования «Академии искусств Марии Струве».

## Песни Г. А. Струве
Ниже указаны только те песни Георгия Александровича, которые упоминаются на сайте http://www.dhs-pioneria.ru/. Но на этом список не завершается.
- «Музыка» (сл. Ирины Исаковой)
- «Янтарный вальс» (сл. Нины Соловьевой)
- «Школьный корабль» (слова К. Ибряева)
- «Матерям погибших героев» (слова Л. Кондрашенко)
- «У Моей России» (сл. Нины Соловьевой)
- "Вечное детство".

Все эти песни практически сразу после их написания исполняла Детская хоровая студия «Пионерия».
Песни, исполненные Детским хором ГЦРК «Владимир» п/у Татьяны Дмитрик (1997 г.)
- «Козлик» (В.Семернин)
- «Учитель музыки» (В. Викторов), солисты - Оля Арефьева и Оля Иванова
- «Вот тогда ты пожалеешь, Кулакова» (Ф. Лаубе), солист - Георгий Сукосян
- «Красавица Алёнушка» (В. Татаринов)
- «С нами, друг» (Н. Соловьёва)
- «Моя Россия» (Н. Соловьёва)

## Награды
Струве — лауреат многочисленных российских, всесоюзных и международных премий, в том числе премии комсомола Подмосковья (1978 г.) и премии Ленинского комсомола (1979 г.).
Награждён медалями «За доблестный труд» (1979 г.), «Ветеран труда» (1992 г.), памятной медалью «За укрепление мира» советского общества Дружбы, памятной медалью губернатора Московской области, а также Почётной грамотой Московской Патриархии, Почётными грамотами Совета Федерации и Государственной Думы Федерального Собрания Российской Федерации, Орденом Дружбы
5 ноября 1991 года Струве присвоено звание «Народного артиста РСФСР»